# Aly Abeid
Pour les articles homonymes, voir Abeid.
Aly Abeid, né le 11 décembre 1997 à Arafat, est un footballeur international mauritanien. Il joue au poste de défenseur au CFR Cluj.

## Biographie

### En club
Aly Abeid rejoint le club espagnol de Levante UD en 2014. Il joue dans un premier temps avec l'équipe B du club qui évolue en 3e division. Le 15 avril 2018, il est appelé avec l'équipe première pour un déplacement face à l'Atlético de Madrid (défaite 3-0). Titulaire, il est remplacé à la 78e minute.
La saison suivante, il est prêté à l'AD Alcorcón en deuxième division. Il joue son premier match le 31 août 2018 face au RCD Majorque (victoire 1-0). Il joue 12 matchs au total.
Suivi depuis longtemps par Olivier Guégan, le défenseur rejoint le Valenciennes FC en janvier 2020.

### En sélection
Il reçoit sa première sélection en équipe de Mauritanie le 27 mars 2015, en amical contre la Gambie (défaite 1-0).
Il inscrit son premier but en équipe nationale le 21 juin 2015, contre la Sierra Leone, lors des éliminatoires du championnat d'Afrique des nations 2016 (victoire 2-1). Il marque son second but le 5 septembre de la même année, contre l'Afrique du Sud, lors des éliminatoires de la CAN 2017 (victoire 3-1).
Il dispute successivement la Coupe d'Afrique des nations 2019 et la Coupe d'Afrique des nations 2021. En décembre 2023, il est retenu dans la liste des vingt-cinq joueurs mauritaniens sélectionnés par Amir Abdou pour disputer la Coupe d'Afrique des nations 2023.

## Statistiques
| Saison                | Club                  | Championnat           | Championnat | Championnat | Coupe(s) nationale(s) | Coupe(s) nationale(s) | Total | Total |
| Saison                | Club                  | Division              | M.          | B.          | M.                    | B.                    | M.    | B.    |
| 2017-2018             | Levante UD            | Liga                  | 1           | 0           | -                     | -                     | 1     | 0     |
| 2018-2019             | AD Alcorcón (prêt)    | Segunda División      | 12          | 0           | -                     | -                     | 12    | 0     |
| 2019-2020             | Valenciennes FC       | Ligue 2               | 5           | 0           | -                     | -                     | 5     | 0     |
| 2020-2021             | Valenciennes FC       | Ligue 2               | 25          | 0           | 3                     | 0                     | 28    | 0     |
| 2021-2022             | Valenciennes FC       | Ligue 2               | 14          | 0           | -                     | -                     | 14    | 0     |
| Total sur la carrière | Total sur la carrière | Total sur la carrière | 57          | 0           | 3                     | 0                     | 60    | 0     |